# Kallstadt (kommun)
Kallstadt  (tyskt uttal: [ˈkalʃtat]) är en kommun och ort i Landkreis Bad Dürkheim i Rheinland-Pfalz i sydvästra Tyskland. Den utgör en del av storstadsregionen Rhen-Neckar som omger staden Mannheim, Tysklands 22:a största stad. Kommunen ingår i kommunalförbundet Verbandsgemeinde Freinsheim tillsammans med ytterligare sju kommuner.
Under stora delar av 1800-talet var Kallstadt en del av kungariket Bayern. Kallstadt har en långtgående historia som vinproducent. Orten har uppmärksammats av internationell media som ursprungsstad för utvandrare till Amerika av de välbärgade familjerna Heinz och Trump, två framstående affärs- och politikerfamiljer i USA.